# 呉季依典
呉 季依典（ご きえのり、1996年10月23日 - ）は日本のラグビー選手。ジャパンラグビーリーグワン東京サントリーサンゴリアスに所属。

## プロフィール
- 兵庫県尼崎市出身。
- 5人兄弟の5男。
- ポジションはフッカー(HO)。
- 身長 177 cm、体重 102 kg
- 兄の味和昌もラグビー選手である[1][2]
- 好きな食べ物は卵料理。
- 趣味はゴルフ。

## 略歴
2015年、京都成章高校卒業後、帝京大学に入る。なお京都成章高校時代、高校日本代表候補に選ばれたことがある。
2019年、帝京大学卒業後、Honda Heat(現・三重ホンダヒート)に加入。
2020年1月12日にジャパンラグビートップリーグ第1節リコーブラックラムズ戦に途中出場で公式戦初出場を果たす。
2021年、サントリーサンゴリアス(現・東京サントリーサンゴリアス)に加入。
3月27日のキヤノン戦でサントリー初キャップを獲得。兄弟揃って出場。